# 尾斑慈脂鯉
尾斑慈脂鯉，為輻鰭魚綱脂鯉目脂鯉亞目脂鯉科的其中一個種。分布於南美洲玻利維亞Mamore河流域，體長可達9.6公分，棲息在底中層水域，生活習性不明。